# (8367) Bokusui
(8367) Bokusui (1990 UL2) – planetoida z grupy pasa głównego asteroid okrążająca Słońce w ciągu 3,28 lat w średniej odległości 2,21 au. Odkryta 23 października 1990 roku.